# Tetrapodophis
Rắn bốn chân (Danh pháp khoa học: Tetrapodophis) là một chi đơn loài của loài rắn thời tiền sử với một loài duy nhất là Tetrapodophis amplectus từng sinh sống ở Nam Mỹ vào đầu kỷ Phấn trắng.

## Đặc điểm
Chúng thường ăn thằn lằn và ếch nhỏ trong các khu rừng nhiệt đới của Gondwana. Khi người ta phát hiện Toàn bộ xương của một con rắn Tetrapodophis amplectus. Tuy nhiên, các nhà khoa học không chú ý đến bốn cái chân của nó cho đến khi David Martill phát hiện ra. Hình ảnh cận cảnh phần đuôi của con rắn Tetrapodophis amplectus cho thấy hai cái chân rất rõ. Ở trên đầu còn có hai cái chân khác nữa.
Tuy nhiên, bốn cái chân này không dùng để đi mà là để giữ chặt con mồi và hỗ trợ quá trình giao phối. Qua các nghiên cứu, các nhà khoa học đã tái hiện lại cảnh Tetrapodophis amplectus đang săn một con thằn lằn làm bữa ăn cho mình. Phần dạ dày hóa thạch của Tetrapodophis vẫn còn chứa một số mẩu xương, cho thấy con rắn dài khoảng 20 cm và đang ăn một động vật có xương sống thời cổ đại. 